# Étang Ricot
 (août 2021).
L'étang Ricot est un étang français à Saint-Michel-en-Brenne, dans l'Indre. Protégé au sein de la réserve naturelle nationale de Chérine, dans le parc naturel régional de la Brenne, il constitue un site d'observation des oiseaux et est d'ailleurs équipé d'un observatoire ornithologique, l'observatoire de l'étang Ricot.